# Servicio SE-02 (Corredor Morado)
La línea SE-02 fue un servicio especial del Corredor Morado que conectaba Montenegro (San Juan de Lurigancho) con la zona de Acho (Rímac). Dejó de operar en marzo de 2020.[cita requerida]

## Características
Inició operaciones el 24 de agosto de 2019. Fue un servicio extraordinario con vigencia máxima de un año, por lo que no contó con un número específico de servicio (el código SE02 solo fue usado para fines operativos) y tuvo la denominación genérica de Servicio Zonal.
A diferencia de otros servicios del Corredor Morado, su principal función era atender recorridos zonales a lo largo de las avenidas Wiesse y Próceres de la Independencia. Operó con una flota de midibuses de 9 metros.

### Horarios
| Días                | Horario                   |
| ------------------- | ------------------------- |
| Lunes a sábado      | 05:00 a. m. - 12:00 a. m. |
| Domingos y feriados | 05:00 a. m. - 11:00 p. m. |

### Tarifas
Los medios de pago válidos fueron la tarjeta Lima Pass y la tarjeta del Metropolitano. También se aceptaba dinero en efectivo.
| Tipo    | Precio  |
| ------- | ------- |
| General | S/ 1.00 |
| Medio   | S/ 0.50 |

## Recorrido
| Ida Acho      | Avenida Fernando Wiese (esq. Calle Mar de Timor) — Avenida Próceres de la Independencia — Avenida 9 de Octubre — Jirón Julián Piñeiro (Paradero Acho)  |
| Vuelta Wiesse | Jirón Julián Piñeiro (Paradero Acho) — Avenida 9 de Octubre — Avenida Próceres de la Independencia — Avenida Fernando Wiese (esq. Calle Mar del Norte) |

## Paraderos
| N° | Paradero          | Común con       |
| -- | ----------------- | --------------- |
| 1  | La Capilla        | 404 405 409 412 |
| 2  | Montenegro        | 404 405 409 412 |
| 3  | Motupe            | 404 405 409 412 |
| 4  | 8 de Mariscal     | 404 405 409 412 |
| 5  | Mariátegui        | 404 405 409 412 |
| 6  | La Cinco          | 404 405 409 412 |
| 7  | La Cuatro         | 404 405 409 412 |
| 8  | Seoane            |                 |
| 9  | Bayóvar           | 404 405 412     |
| 10 | La Quince         | 404 405 412     |
| 11 | Santa Rosa        | 404 405 412     |
| 12 | San Martín        | 404 405 412     |
| 13 | La Ocho           | 404 405 412     |
| 14 | Canto Rey         | 412             |
| 15 | Sedapal           | 404 405         |
| 16 | San Carlos        | 404 405 412     |
| 17 | Basadre           | 404 405 412     |
| 18 | Los Postes        | 404 405 412     |
| 19 | La Doce           | 412             |
| 20 | La Hacienda       | 404 405 412     |
| 21 | Celima            | 404 405 412     |
| 22 | Pirámide del Sol  | 404 405 412     |
| 23 | Túpac Amaru       | 404 405 412     |
| 24 | Lima              | 404 405         |
| 25 | Concejo           | 404 405 409     |
| 26 | Mercado de Flores | 404 405 409     |
| 27 | Acho              | 404 405 409     |

| N° | Paradero          | Común con       |
| -- | ----------------- | --------------- |
| 1  | Acho              | 404 405 409     |
| 2  | Mercado de Flores | 404 405 409     |
| 3  | Concejo           | 404 405 409     |
| 4  | Túpac Amaru       | 404 405 412     |
| 5  | Pirámide del Sol  | 404 405 412     |
| 6  | Ascarruz          | 404             |
| 7  | Celima            | 404 405 412     |
| 8  | La Hacienda       | 404 405 412     |
| 9  | La Doce           | 412             |
| 10 | Los Postes        | 404 405 412     |
| 11 | Basadre           | 404 405 412     |
| 12 | San Carlos        | 404 405 412     |
| 13 | Sedapal           | 404 405         |
| 14 | Canto Rey         | 412             |
| 15 | La Ocho           | 404 405 412     |
| 16 | San Martín        | 404 405 412     |
| 17 | Santa Rosa        | 404 405 412     |
| 18 | La Quince         | 404 405 412     |
| 19 | Bayóvar           | 404 405 412     |
| 20 | Seoane            |                 |
| 21 | La Cuatro         | 404 405 409 412 |
| 22 | La Cinco          | 404 405 409 412 |
| 23 | Mariátegui        | 404 405 409 412 |
| 24 | 8 de Mariscal     | 404 405 409 412 |
| 25 | Motupe            | 404 405 409 412 |
| 26 | Montenegro        | 404 405 409 412 |
| 27 | Portón            | 404 405 409 412 |